# Джогия, Шайлеш
Шайле́ш (Джо) Джо́гия (англ. Shailesh (Joe) Jogia, род. 13 ноября 1975 года в Лестере, Англия) — английский профессиональный игрок в снукер индийского происхождения, более известен под именем Джо.

## Карьера
Стал профессионалом в 1994 году. В 1998 он выиграл любительский турнир English Open. В 2004-м Шайлеш дважды выходил в 1/32 финала рейтинговых турниров (Гран-при и British Open). За свою карьеру Шайлеш побеждал таких игроков, как Джо Свэйл, Марк Кинг и Стюарт Бинэм. Высший брейк Джо на профессиональных турнирах — 137 очков — сделан им в квалификации на Гран-при 2009 года. На любительских соревнованиях Джогия делал и максимальный брейк. Шайлеш несколько раз покидал мэйн-тур из-за недостаточно высоких результатов — в последний раз он выбывал из сильнейшего снукерного дивизиона в 2007 году. В сезоне 2009/10 Джогия вновь получил право выступать в мэйн-туре благодаря тому, что закончил предыдущий сезон в числе лидеров серии PIOS. Путёвку в тур Джогия получил по уайлд-карду, так как в то время ещё не был членом английской снукерной ассоциации.
В сезоне 2010/11 Джогия, хотя и не достиг выдающихся достижений, показал стабильно неплохие результаты на рейтинговых турнирах (прежде всего на серии PTC), и в итоге занял наивысшее для себя место в официальном рейтинге — 49-е.